# Noble Manor

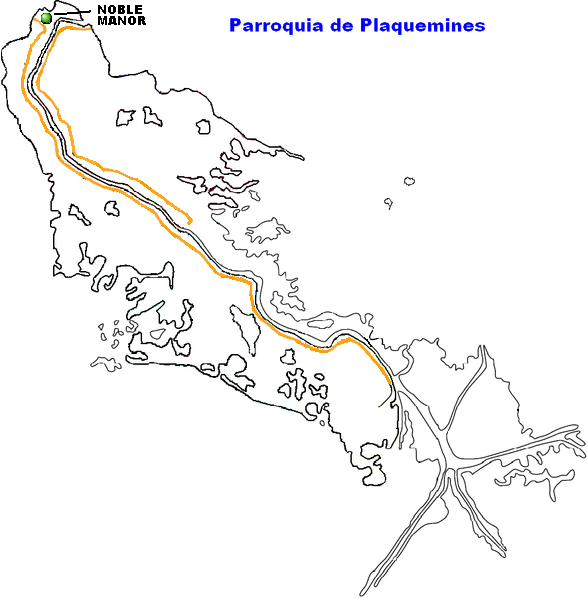
Localización de Noble Manor en el mapa de la Parroquia de Plaquemines.

Noble Manor es una pequeña localidad ubicada sobre el delta del Misisipi, dentro de la parroquia de Plaquemines, en el estado de Luisiana, Estados Unidos.

## Geografía
El establecimiento de Noble Manor se localiza en las coordenadas 29°52′14″N 89°59′50″O / 29.87056, -89.99722. Esta comunidad se encuentra elevada a un metro por debajo del nivel del mar, convirtiéndola en una zona proclive a las inundaciones. Su población se compone de más de doscientos habitantes. Esta localidad se encuentra ubicada a unos trece kilómetros de Nueva Orleans, la principal ciudad de todo el estado, y a 515 kilómetros del aeropuerto internacional más cercano, el (IAH) Houston George Bush Intercontinental Airport.